# Pseudosmittia ruttneri
Pseudosmittia ruttneri är en tvåvingeart som beskrevs av Karl Strenzke 1942. Pseudosmittia ruttneri ingår i släktet Pseudosmittia och familjen fjädermyggor. Arten är reproducerande i Sverige. Inga underarter finns listade i Catalogue of Life.